# Ardmore (Oklahoma)

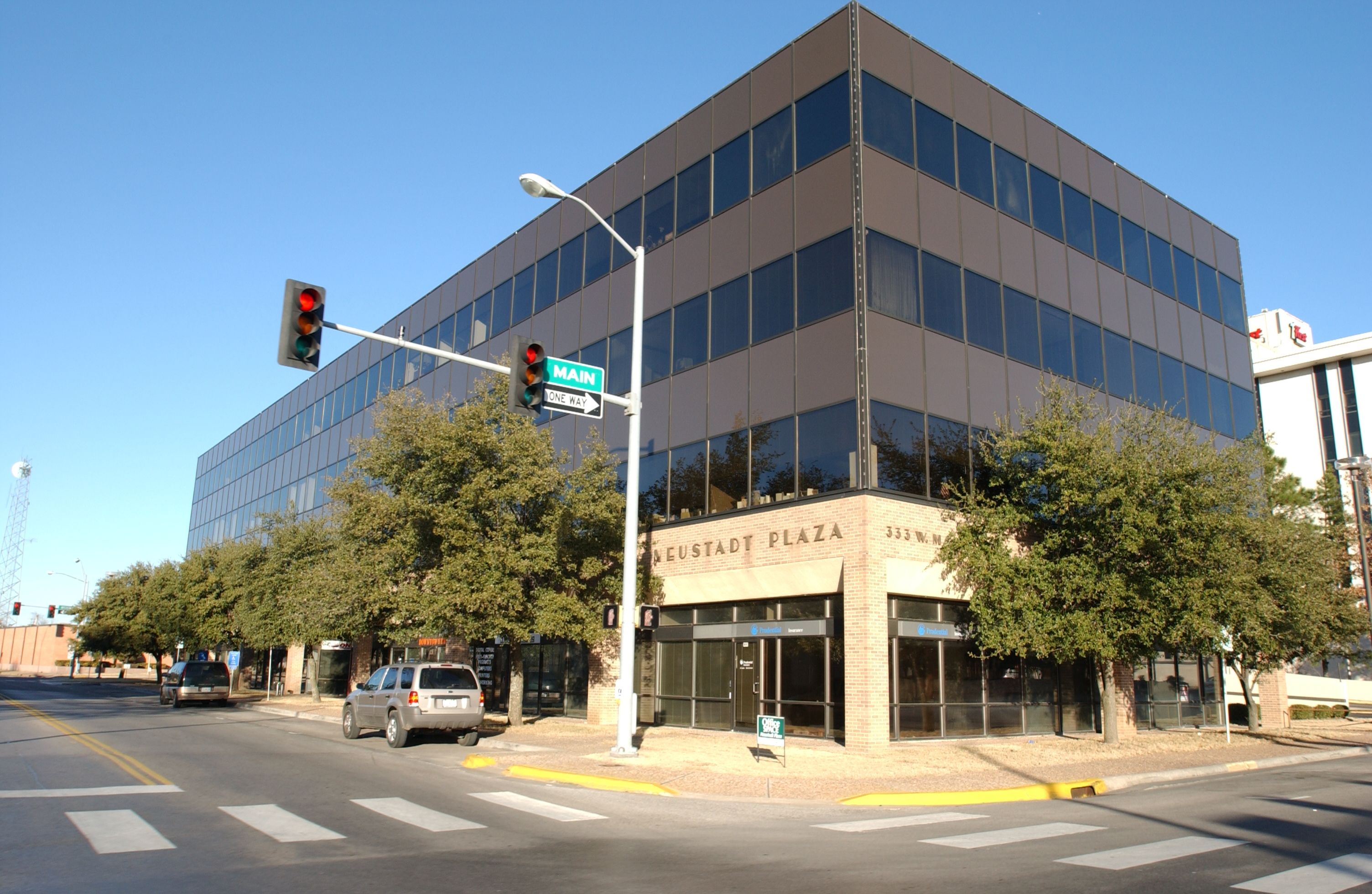
Hotel w Ardmore

Ardmore – miasto w Stanach Zjednoczonych, w stanie Oklahoma, w hrabstwie Carter. Według spisu w 2020 roku liczy 24,7 tys. mieszkańców i jest 17. co do wielkości miastem w stanie. 